# Argyroderma
Genre
Classification phylogénétique
Argyroderma N.E.Br. est un genre de plantes succulentes de la famille des Aizoaceae. Il compte environ 50 espèces originaire d'Afrique du Sud.
Le nom provient du grec Argyro (=argenté) et Derma (=peau)

## Distribution
Toutes les espèces du genre proviennent d'une petite région située à l'ouest de l'Afrique du Sud et connue sous le nom de "Knersvlakte" (en). C'est une région très aride de sables à quartzite avec quelques pluies d'hiver.

## Description

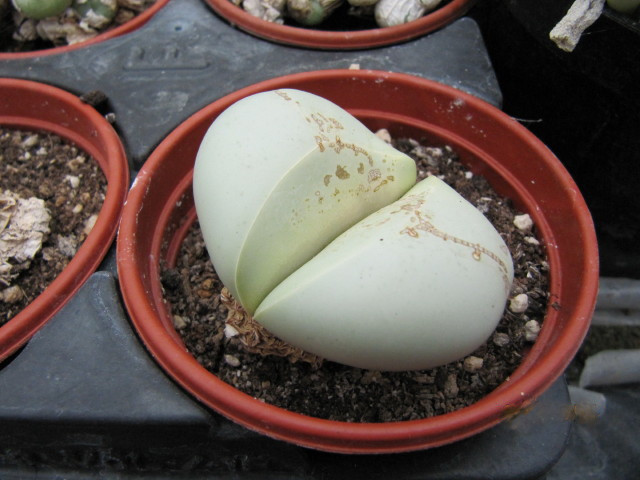
Argyroderma testiculare

Ces plantes font partie de celles connues sous le nom de pierre vivante, car leurs petites feuilles très succulentes, généralement acaules et bleu-vert ressemblent à de petites pierres. Elles forment de petits groupes de quelques sujets avec des feuilles organisées par paires, habituellement cylindriques ou en forme d'œufs et fissurées au centre. Chaque tige porte seulement 2 feuilles par saison. Chez certaines espèces, les anciennes feuilles persistent et sèchent et servent de support aux nouvelles feuilles. Les fleurs semblables à des marguerites solitaires, souvent blanches, mais parfois jaunes ou violettes, apparaissent dans la fente entre deux feuilles.

## Mode de culture
Comme la plupart des Aizoaceae, elles craignent surtout l'excès d'arrosage qui provoque l'éclatement des feuilles. Elles demandent un sol minéral très bien drainé et une exposition aussi ensoleillée que possible. Comme beaucoup de plantes originaires d'Afrique du Sud, elles ont gardé une croissance hivernale. Arroser seulement et modérément en fin d'automne et début d'hiver avec une température ne descendant pas en dessous de 5 °C. Ne pas arroser en été et ne pas s'inquiéter du dessèchement des feuilles.
On les reproduit par semis ou division des touffes avec précaution pour éviter la pourriture.

## Liste des espèces
- Argyroderma amoenum Schwantes
- Argyroderma angustipetalum L.Bolus
- Argyroderma aureum L.Bolus
- Argyroderma australe L.Bolus
- Argyroderma blandum L.Bolus
- Argyroderma boreale L.Bolus
- Argyroderma braunsii Schwantes
- Argyroderma brevipes L.Bolus
- Argyroderma brevitubum L.Bolus
- Argyroderma carinatum L.Bolus
- Argyroderma citrinum L.Bolus
- Argyroderma concinnum Schwantes
- Argyroderma congregatum L.Bolus
- Argyroderma crateriforme N.E.Br.
- Argyroderma cuneatipetalum L.Bolus
- Argyroderma delaetii C.A.Maass
- Argyroderma densipetalum L.Bolus
- Argyroderma digitifolium Schwantes
- Argyroderma duale N.E.Br.
- Argyroderma fissum L.Bolus
- Argyroderma formosum L.Bolus
- Argyroderma framesii L.Bolus
- Argyroderma gregarium L.Bolus
- Argyroderma hallii L.Bolus
- Argyroderma hutchinsonii L.Bolus
- Argyroderma jacobsenianum Schwantes
- Argyroderma kleijnhansii L.Bolus
- Argyroderma latifolium L.Bolus
- Argyroderma latipetalum L.Bolus
- Argyroderma lesliei N.E.Br.
- Argyroderma leucanthum L.Bolus
- Argyroderma litorale L.Bolus
- Argyroderma longipes L.Bolus
- Argyroderma luckhoffii L.Bolus
- Argyroderma margaritae N.E.Br.
- Argyroderma necopinum N.E.Br.
- Argyroderma nortieri L.Bolus
- Argyroderma octophyllum Schwantes
- Argyroderma orientale L.Bolus
- Argyroderma ovale L.Bolus
- Argyroderma patens L.Bolus
- Argyroderma pearsonii (N.E.Br.) Schwantes
- Argyroderma peersii L.Bolus
- Argyroderma planum L.Bolus
- Argyroderma productum L.Bolus
- Argyroderma pulvinare L.Bolus
- Argyroderma reniforme L.Bolus
- Argyroderma ringens L.Bolus
- Argyroderma rooipanense L.Bolus
- Argyroderma roseatum N.E.Br.
- Argyroderma roseum Schwantes
- Argyroderma schlechteri Schwantes
- Argyroderma schuldtii Schwantes ex H.Jacobsen
- Argyroderma speciosum L.Bolus
- Argyroderma splendens L.Bolus
- Argyroderma strictum L.Bolus
- Argyroderma subalbum N.E.Br.
- Argyroderma subrotundum L.Bolus
- Argyroderma testiculare N.E.Br.
- Argyroderma theartii van Jaarsv.
- Argyroderma villetii L.Bolus

### Liste des sous-genres
- Argyroderma subgen. Argyroderma
- Argyroderma subgen. Roodia (N.E.Br.) H.Hartmann